# The Return of Superman
The Return of Superman (Hangul: 슈퍼맨이 돌아왔다 Syupeomaen-i dol-awassda) – południowokoreański program rozrywkowy emitowany na kanale KBS2 od 19 września 2013.
Program stanowi jeden z dwóch segmentów (drugim jest 1 Night 2 Days) bloku programowego Happy Sunday. Pierwsze trzy odcinki pilotażowe zostały wyemitowane jako odcinki specjalne święta Chuseok od 19 do 21 września 2013 roku, w których pojawili się Lee Hwi-jae, Choo Sung-hoon, Jang Hyun-sung, Lee Hyun-woo i ich  dzieci, z aktorką Yoo Ho-jeong w roli narratora. KBS ogłosiło 17 września 2013 roku, że od 3 listopada 2013 roku program The Return of Superman oficjalnie zostanie częścią bloku Happy Sunday. Zastąpił on program Star Family Show Mamma Mia, który został przeniesiony na środy wieczorem.
Od 8 grudnia 2019 roku zmieniona została godzina emisji programu na 21:15.

## Charakterystyka programu
Znani ojcowie mają za zadanie opiekować się swoimi dziećmi przez 48 godzin bez niczyjej pomocy, podczas gdy ich żony opuszczają dom, aby cieszyć się czasem wolnym. Żony są pokazane, jak opuszczają dom i gdy wracają po dwóch dniach witając się z rodziną. W ciągu tych 48 godzin ojcowie i dzieci wykonują zadania pozostawione im przez żony lub zwyczajnie spędzają czas ze swoimi dziećmi. Czasami rodziny odwiedzają sławni znajomi tatusiów.
Program jest kręcony przy pomocy ustawionych kamer i kamerzysty ukrywającego się w namiotach i „domkach” w prawdziwym domu każdej z gwiazd. Rodzina i przyjaciele sławnych ojców pojawia się od czasu do czasu. W każdym odcinku pokazywane są na zmianę częściami segmenty nagrane u każdej z rodzin, z krótką narracją narratora będącą wprowadzeniem do kolejnej części odcinka.
Podczas każdego indywidualnego segmentu z poszczególną rodziną rodzice (mąż i żona) odpowiadają na pytania zadawane im przez producentów na temat pokazanej sytuacji.

## Obsada

### Obecna obsada
Dzieci są wymienione od najstarszego do najmłodszego. Rodziny są wymienione w kolejności pojawiania się w programie.
| Okres                                                 | Ojciec                                | Dzieci                                                            | Matka                               | Miejsce kręcenia                |
| ----------------------------------------------------- | ------------------------------------- | ----------------------------------------------------------------- | ----------------------------------- | ------------------------------- |
| 2016– od odc. 154                                     | Sam Hammington osobistość telewizyjna | Syn: William Hammington (Jung Tae-oh) ur. 12 lipca 2016(dts)      | Jung Yu-mi gospodyni domowa         | Gangnam, Seul, Korea Południowa |
| 2016– od odc. 154                                     | Sam Hammington osobistość telewizyjna | Syn: Bentley Hammington (Jung Woo-sung) ur. 8 listopada 2017(dts) | Jung Yu-mi gospodyni domowa         | Gangnam, Seul, Korea Południowa |
| 2018– odc. 239–314, od odc. 353                       | Park Joo-ho piłkarz                   | Córka: Park Na-eun (Eden) ur. 11 maja 2015(dts)                   | Anna Park gospodyni domowa          | Ulsan, Korea Południowa         |
| 2018– odc. 239–314, od odc. 353                       | Park Joo-ho piłkarz                   | Syn: Park Geon-hoo (Aciel) ur. 22 września 2017(dts)              | Anna Park gospodyni domowa          | Ulsan, Korea Południowa         |
| 2018– odc. 239–314, od odc. 353                       | Park Joo-ho piłkarz                   | Syn: Park Jin-woo (Élyséen) ur. 13 stycznia 2020(dts)             | Anna Park gospodyni domowa          | Ulsan, Korea Południowa         |
| 2017 odc. 195, 273–274, 279 (spec.) 2019– od odc. 283 | Hong Kyung-min piosenkarz, aktor      | Córka: Hong Ra-won ur. 21 kwietnia 2016(dts)                      | Kim Yuna instrumentalistka          | Seul, Korea Południowa          |
| 2017 odc. 195, 273–274, 279 (spec.) 2019– od odc. 283 | Hong Kyung-min piosenkarz, aktor      | Córka: Hong Ra-im ur. 1 stycznia 2019(dts)                        | Kim Yuna instrumentalistka          | Seul, Korea Południowa          |
| 2014 odc. 32-39 2019– od 307                          | Do Kyung-wan prezenter wiadomości     | Syn: Do Yeon-woo (Kkom-kkomyi) ur. 13 czerwca 2014(dts)           | Jang Yun-jeong piosenkarka trot     | Seul, Korea Południowa          |
| 2014 odc. 32-39 2019– od 307                          | Do Kyung-wan prezenter wiadomości     | Córka: Do Ha-young ur. 9 listopada 2018(dts)                      | Jang Yun-jeong piosenkarka trot     | Seul, Korea Południowa          |
| 2020– od odc. 315                                     | Kang Gary raper                       | Syn: Kang Ha-oh ur. 17 listopada 2017(dts)                        | Kim Soo-jin b.d.                    | Jayang, Korea Południowa        |
| 2020– odc. 324–325, od odc. 331                       | Min Woo-hyuk piosenkarz, aktor, model | Syn: Park Yi-deun ur. 3 stycznia 2017(dts)                        | Lee Se-mi aktorka, była piosenkarka | Korea Południowa                |
| 2020– odc. 324–325, od odc. 331                       | Min Woo-hyuk piosenkarz, aktor, model | Córka: Park Yi-eum (Sa-rang) ur. 6 marca 2020(dts)                | Lee Se-mi aktorka, była piosenkarka | Korea Południowa                |
| Okres                                                 | Narrator                              | Narrator                                                          | Narrator                            | Narrator                        |
| od 2021 (od 363) od 2020 (od 341)                     | Haha So Yoo-jin                       | Haha So Yoo-jin                                                   | Haha So Yoo-jin                     | Haha So Yoo-jin                 |

### Obsada specjalna
| Okres              | Ojciec                                | Dzieci                                          | Matka                                     | Miejsce kręcenia                           |
| ------------------ | ------------------------------------- | ----------------------------------------------- | ----------------------------------------- | ------------------------------------------ |
| 2017 odc. 184      | Robert Kelly profesor uniwersytecki   | Córka: Marion Kelly (Ye-na) ur. 2013            | Kim Jung-a Gospodyni domowa               | Pusan, Korea Południowa                    |
| 2017 odc. 184      | Robert Kelly profesor uniwersytecki   | Syn: James Kelly (Yu-seop) ur. 2016             | Kim Jung-a Gospodyni domowa               | Pusan, Korea Południowa                    |
| 2017 odc. 185–186  | Park Gun-hyung aktor                  | Syn: Park Lee-jun ur. 14 czerwca 2015(dts)      | Lee Chae-rim urzędniczka                  | Seul, Korea Południowa                     |
| 2017 odc. 191–192  | Outsider raper                        | Córka: Shin-Yi Ro-woon ur. 4 marca 2016(dts)    | Lee Young-bin choreografka                | Ilsan, Gyeonggi-do, Korea Południowa       |
| 2017 odc. 202–204  | Wiktor Ahn łyżwiarz szybki            | Córka: Jane Ahn ur. 29 grudnia 2015(dts)        | Woo Na-ri gospodyni domowa                | Moskwa, Rosja                              |
| 2018 odc. 213-214  | Park Hyun-bin piosenkarz trot         | Syn: Park Ha-joon ur. 11 maja 2017(dts)         | Kim Joo-hee gospodyni domowa              | Korea Południowa                           |
| 2018 odc. 224-225  | Moon Sung-min siatkarz                | Syn: Moon Si-ho ur. 9 lutego 2016(dts)          | Park Jin-ah gospodyni domowa/była modelka | Hwaseong-si, Gyeonggi-do, Korea Południowa |
| 2018 odc. 224-225  | Moon Sung-min siatkarz                | Syn: Moon Ri-ho ur. 16 stycznia 2018(dts)       | Park Jin-ah gospodyni domowa/była modelka | Hwaseong-si, Gyeonggi-do, Korea Południowa |
| 2018 227–228       | Jo Jung-chi piosenkarz/gitarzysta     | Córka: Jo Eun ur. 28 lutego 2017(dts)           | Choi Jung-in Piosenkarka                  | Seul, Korea Południowa                     |
| 2018 231–232       | Kang Hyung-wook biznesmen/trener psów | Syn: Kang Ju-woon ur. 20 listopada 2017(dts)    | Susan Elder Gospodyni domowa              | Seul, Korea Południowa                     |
| 2018 235–236       | Yang Joon-mu osobistość telewizyjna   | Syn: Yang No-ah ur. 3 października 2016(dts)    | Kahi piosenkarka                          | Gangnam, Seul, Korea Południowa            |
| 2018 235–236       | Yang Joon-mu osobistość telewizyjna   | Syn: Yang Si-ohn ur. 16 czerwca 2018(dts)       | Kahi piosenkarka                          | Gangnam, Seul, Korea Południowa            |
| 2018 252-253, 266  | Jo Sung-mo piosenkarz                 | Syn: Jo Bong-yeon ur. 25 października 2015(dts) | Goo Min-ji była modelka/projektantka      | Seul, Korea Południowa                     |
| 2019 264, 269, 272 | Shim Ji-ho aktor                      | Syn: Shim Yi-an ur. 20 marca 2014(dts)          | b.d. gospodyni domowa                     | Seul, Korea Południowa                     |
| 2019 264, 269, 272 | Shim Ji-ho aktor                      | Córka: Shim Yi-el ur. 21 listopada 2017(dts)    | b.d. gospodyni domowa                     | Seul, Korea Południowa                     |
| 2020 321–322       | Kim Young-gwon piłkarz                | Syn: Kim Li-hyun                                | Park Se-jin                               | Korea Południowa                           |
| 2020 321–322       | Kim Young-gwon piłkarz                | Córka: Kim Li-a                                 | Park Se-jin                               | Korea Południowa                           |

### Wcześniejsza obsada
Rodziny i narratorzy są wymienieni w kolejności opuszczania programu.
| Okres | Ojciec                                               | Dzieci                                                 | Matka                                    | Miejsce kręcenia                                |
| --- | ---------------------------------------------------- | ------------------------------------------------------ | ---------------------------------------- | ----------------------------------------------- |
| 2013 Chuseok Special cz. 1-3 | Lee Hyun-woo piosenkarz/aktor                        | Syn: Lee Dong-ha ur. wrzesień 2009                     | Yi Je-ni kuratorka muzeum                | Seul, Korea Południowa                          |
| 2013 Chuseok Special cz. 1-3 | Lee Hyun-woo piosenkarz/aktor                        | Syn: Lee Ju-ha ur. kwiecień 2011                       | Yi Je-ni kuratorka muzeum                | Seul, Korea Południowa                          |
| 2014 odc. 25-31 | Kim Jung-tae aktor                                   | Syn: Kim Ji-hoo ur. luty 2011                          | Jeon Yeo-jin profesor uniwersytecki      | Pusan, Korea Południowa                         |
| 2013–2014 Chuseok Special cz. 1-3 odc. 1-33 | Jang Hyun-sung aktor                                 | Syn: Jang Jun-woo (Junu) ur. 17 lipca 2003(dts)        | Yang Hee-jung gospodyni domowa           | Seul, Korea Południowa                          |
| 2013–2014 Chuseok Special cz. 1-3 odc. 1-33 | Jang Hyun-sung aktor                                 | Syn: Jang Jun-seo ur. 29 lipca 2007(dts)               | Yang Hee-jung gospodyni domowa           | Seul, Korea Południowa                          |
| 2013-2015 odc. 1-58 | Tablo raper/tekściarz                                | Córka: Lee Ha-ru ur. 2 maja 2010(dts)                  | Kang Hye-jung aktorka                    | Seul, Korea Południowa                          |
| 2015 odc. 59-103 | Uhm Tae-woong aktor                                  | Córka: Uhm Ji-on ur. 18 czerwca 2013(dts)              | Yoon Hye-jin baletnica                   | Opo-eup, Gwangju, Gyeonggi, Korea Południowa    |
| 2014-2016 odc. 34-116 | Song Il-gook aktor                                   | Syn: Song Dae-han ur. 16 marca 2012(dts)               | Jeong Seung-yeon Sędzia Sądu Najwyższego | Songdo, Inczon, Korea Południowa                |
| 2014-2016 odc. 34-116 | Song Il-gook aktor                                   | Syn: Song Min-guk ur. 16 marca 2012(dts)               | Jeong Seung-yeon Sędzia Sądu Najwyższego | Songdo, Inczon, Korea Południowa                |
| 2014-2016 odc. 34-116 | Song Il-gook aktor                                   | Syn: Song Man-se ur. 16 marca 2012(dts)                | Jeong Seung-yeon Sędzia Sądu Najwyższego | Songdo, Inczon, Korea Południowa                |
| 2013-2016 Chuseok Special cz. 1-3 odc. 1-122, 155-158, 160, 205 | Choo Sung-hoon zawodnik mieszanych sztuk walki (MMA) | Córka: Choo Sa-rang ur. 24 października 2011(dts)      | Shiho Yano modelka                       | Minato, Tokio, Japonia                          |
| 2016 odc. 127-162 | Yang Dong-geun aktor/piosenkarz hip-hopowy           | Syn: Yang Joon-seo ur. 28 marca 2013(dts)              | Park Ga-ram                              | Samseong-dong, Gangnam, Seul, Korea Południowa  |
| 2016 odc. 127-162 | Yang Dong-geun aktor/piosenkarz hip-hopowy           | Córka: Yang Joy ur. 11 października 2015(dts)          | Park Ga-ram                              | Samseong-dong, Gangnam, Seul, Korea Południowa  |
| 2016 odc. 129-162 | Oh Ji-ho aktor                                       | Córka: Oh Seo-heun ur. 30 grudnia 2015(dts)            | Eun Bo-ah projektantka mody              | Seongsu-dong, Seongdong, Seul, Korea Południowa |
| 2016 odc. 117-182 | Lee Beom-soo aktor                                   | Córka: Lee So-eul ur. 1 marca 2013(dts)                | Lee Yoon-jin tłumacz j. angielskiego     | Gangnam, Seul, Korea Południowa                 |
| 2016 odc. 117-182 | Lee Beom-soo aktor                                   | Syn: Lee Da-eul ur. 21 lutego 2014(dts)                | Lee Yoon-jin tłumacz j. angielskiego     | Gangnam, Seul, Korea Południowa                 |
| 2016 odc. 130-162, 193 | In Gyo-jin aktor                                     | Córka: In Ha-eun ur. 4 grudnia 2015(dts)               | So Yi-hyun aktorka                       | Namyang-ju, Gyeonggi, Korea Południowa          |
| 2016 odc. 114–210 | Ki Tae-young aktor                                   | Córka: Kim Ro-hee ur. 12 kwietnia 2015(dts)            | Eugene piosenkarka/aktorka               | Seul, Korea Południowa                          |
| 2013–2018 Chuseok Special cz. 1-3 odc. 1–220 | Lee Hwi-jae komik/prezenter                          | Syn: Lee Seo-eon ur. 15 marca 2013(dts) (bliźniak)     | Moon Jeong-won Kwiaciarka                | Seul, Korea Południowa                          |
| 2013–2018 Chuseok Special cz. 1-3 odc. 1–220 | Lee Hwi-jae komik/prezenter                          | Syn: Lee Seo-jun ur. 15 marca 2013(dts) (bliźniak)     | Moon Jeong-won Kwiaciarka                | Seul, Korea Południowa                          |
| 2018–2019 odc. 221–259 | Bong Tae-gyu aktor                                   | Syn: Bong Si-ha ur. 1 grudnia 2015(dts)                | Hasisi Park Fotografka                   | Seul, Korea Południowa                          |
| 2019 odc. 268–278 | Jang Beom-june piosenkarz                            | Córka: Jang Jo-ah ur. 26 lipca 2014(dts)               | Song Seung-ah aktorka                    | Seul, Korea Południowa                          |
| 2019 odc. 268–278 | Jang Beom-june piosenkarz                            | Syn: Jang Ha-da ur. 19 września 2017(dts)              | Song Seung-ah aktorka                    | Seul, Korea Południowa                          |
| 2017–2019 odc. 163–280 | Ko Ji-yong biznesmen/piosenkarz                      | Syn: Ko Seung-jae ur. 6 października 2014(dts)         | Heo Yang-lim Profesor/Doktor             | Seul, Korea Południowa                          |
| 2015–2019 odc. 89–298 | Lee Dong-gook zawodowy piłkarz                       | Córka: Lee Jae-si ur. 14 sierpnia 2007(dts) (bliźniak) | Lee Soo-jin była uczestniczka Miss Korea | Songdo, Inczon, Korea Południowa                |
| 2015–2019 odc. 89–298 | Lee Dong-gook zawodowy piłkarz                       | Córka: Lee Jae-ah ur. 14 sierpnia 2007(dts) (bliźniak) | Lee Soo-jin była uczestniczka Miss Korea | Songdo, Inczon, Korea Południowa                |
| 2015–2019 odc. 89–298 | Lee Dong-gook zawodowy piłkarz                       | Córka: Lee Seol-ah ur. 18 lipca 2013(dts) (bliźniak)   | Lee Soo-jin była uczestniczka Miss Korea | Songdo, Inczon, Korea Południowa                |
| 2015–2019 odc. 89–298 | Lee Dong-gook zawodowy piłkarz                       | Córka: Lee Soo-ah ur. 18 lipca 2013(dts) (bliźniak)    | Lee Soo-jin była uczestniczka Miss Korea | Songdo, Inczon, Korea Południowa                |
| 2015–2019 odc. 89–298 | Lee Dong-gook zawodowy piłkarz                       | Syn: Lee Si-an (Daebak) ur. 14 listopada 2014(dts)     | Lee Soo-jin była uczestniczka Miss Korea | Songdo, Inczon, Korea Południowa                |
| 2019– odc. 281–342 | Moon Hee-joon osobowość telewizyjna                  | Córka: Moon Hee-yul (Jam-jam) ur. 12 maja 2017(dts)    | Soyul była piosenkarka                   | Seul, Korea Południowa                          |
| Narrator |                                                      |                                                        |                                          |                                                 |
| Yoo Ho-jeong (Chuseok Special, odc. 41-59); Chae Shi-ra (1-27); Shin Ae-ra (28-37); Heo Su-gyeong (38-40); Yoona (93); Yoo In-na (96); Jang Hyun-sung (97); Kim Jong-sung (142); Lee Jae-si, Lee Jae-ah (158); Kim Hyo-jin (185-188); Jung Hye-young (60–226); Oh Sang-jin, Kim So-young (227–233); Do Kyung-wan, Jang Yun-jeong (234–249); Lee Su-ji, Jo Yoon-hee (250-252); Do Kyung-wan, Jeong Si-a (256); Jeong Si-a, Lee Su-ji (257); Jung Kyung-mi, Yoon Hyung-min (289); Lee Su-ji (253–255, 258–272); Han Chae-ah (272–306); Lee Mi-do (307–340); Do Kyung-wan (253–255, 258–362 |                                                      |                                                        |                                          |                                                 |

Uwagi
1. ↑  Po raz pierwszy pojawił się w 20 i 21 odcinku. Oficjalnie dołączył do obsady w 25 odcinku.
2. ↑  Młodszy syn Kim Jung-tae, który miał tylko 2 miesiące, kiedy zaczęli kręcić zdjęcia do programu, nie był jego częścią.
3. ↑  Twarz żony Song Il-kooka, Jeong Seung-yeon, została zasłonięta w programie, aby chronić jej tożsamość ze względu na jej zawód jako Sędzia Sądu Najwyższego. Nie uczestniczyła w wywiadach jak inni członkowie programu.
4. ↑  Lee Dong-gook wcześniej wystąpił gościnnie w odcinku 40 podczas segmentu z Lee Hwi-jae.
5. ↑  Heo Su-gyeong wystąpiła wcześniej gościnnie z córką Byeol w odcinku 24 podczas segmentu z Lee Hwi-jae.
6. ↑  Mąż Jung Hye-young – Sean z Jinusean pojawił się wcześniej w licznych odcinkach programu, podczas segmentów z Tablo i Haru. Także czwórka jej dzieci wraz z mężem pojawiła się w odcinku 52 podczas segmentu z Song Il-kook.

## Sponsorzy
LG jest głównym sponsorem programu. Wszystkie rodziny „Superman” korzystają z tabletu S Homeboy firmy LG wyprodukowanego przez Samsung. Oprócz tabletu, każda rodzina używa lub eksponuje produkty indywidualnych sponsorów.

## Wersja międzynarodowa
W kwietniu 2014 roku w chiński kanał Zhejiang Television (ZJTV) rozpoczął nadawanie chińskiej wersji programu zatytułowany Dad is Back (chn. 爸爸回来了; pinyin: Bàba Huílaile). W roli głównej wystąpili: były tajwański członek boysbandu Fahrenheit – Wu Chun, producent filmowy Wang Zhonglei, aktor Jia Nailiang i były gimnastyk Li Xiaopeng. Program powstaje przy współpracy z producentami koreańskiej wersji KBS i posiada tę samą koncepcję, z wyjątkiem narratora. Tytuł chińskiej wersji został zmieniony, aby rozwiać pogłoski o plagiacie.